# World Wide Technology
World Wide Technology, Inc. (WWT) ist ein Technologie-Dienstleister, der im Juli 1990 von David Steward gegründet wurde. WWT bietet Technologie- und Lieferkettendienstleistungen mit Schwerpunkt auf den kommerziellen, öffentlichen und Telekommunikationsdienstleistungssektor an. Das Unternehmen bietet Planung, Beschaffung und Bereitstellung von IT-Produkten sowie den Verkauf von Lösungen.
WWT hat seinen Sitz in Maryland Heights, Missouri, USA, und ist der führende US-Wiederverkäufer. WWT zählt mehr als 70 der Fortune-100-Unternehmen zu seinen Kunden und im Bereich der Bundesbehörden hält WWT mehrere große Bundeseinkaufsverträge, einschließlich ITES-3H und SEWP und ist auf dem GSA Schedule. WWT beschäftigt mehr als 7.000 Mitarbeiter (2021) und betreibt mehr als 190.000 m² an Lager-, Vertriebs- und Integrationsflächen in mehr als 20 Einrichtungen auf der ganzen Welt.
Im Jahr 1999 gliederte World Wide Technology seinen Telekommunikationsbereich aus und gründete Telcobuy.com. Die Umsätze der beiden Unternehmen wuchsen weiter, obwohl die Einnahmen im Jahr 2002 zurückgingen, als World Wide Technology die Auswirkungen der Technologierezession zu spüren bekam. Im Jahr 2003 überschritt der kombinierte Umsatz die Marke von 1 Milliarde US-Dollar und die Gründer gründeten die World Wide Technology Holding Company als Muttergesellschaft für die beiden Unternehmen.
Der Jahresumsatz von WWT wird auf mehr als 12 Milliarden US-Dollar geschätzt, womit das Unternehmen zu den größten Privatunternehmen des Landes zählt. Das Unternehmen wurde außerdem vom Fortune Magazine fünf Jahre in Folge in die Liste der 100 Best Places to Work For aufgenommen und landete auf Platz 5 der Glassdoor-Liste Best Places to Work 2017. Neben dem Wachstum in Übersee erweiterte WWT 2017 seinen Campus mit einem neuen Hauptsitz im Westport Plaza.
Im Jahr 2019 erwarb WWT die Namensrechte am Gateway Motorsports Park in Madison, Illinois, und benannte die Strecke in World Wide Technology Raceway at Gateway um.